# Ricardo Domingos Barbosa Pereira
Ricardo Domingos Barbosa Pereira (Lissabon, 6 oktober 1993) is een Portugees voetballer die doorgaans als vleugelspeler speelt. Hij tekende in mei 2018 een per 1 juli 2018 ingaand contract tot medio 2023 bij Leicester City, dat circa €22.000.000,- voor hem betaalde aan FC Porto. Pereira debuteerde in 2015 in het Portugees voetbalelftal.

## Clubcarrière

### Vitória
Pereira speelde in de jeugd bij CF Benfica, Sporting Lissabon, Naval en vertrok in de zomer van 2011 op 17-jarige leeftijd Vitória SC. Op 1 april 2012 debuteerde hij voor Vitória SC in de Primeira Liga tegen Paços de Ferreira. Hij mocht de laatste twaalf minuten meedoen. In de laatste speelronde tegen Académica Coimbra mocht hij voor het eerst in de basis beginnen. 
Tijdens het seizoen 2012/13 werd hij basisspeler van Vitória. Hij scoorde zes doelpunten uit evenveel wedstrijden in de Portugese beker. Hij scoorde ook in de finale tegen Benfica (2-1 winst), waardoor Vitória SC voor het eerst in haar geschiedenis de beker won. In totaal speelde Pereira 36 wedstrijden dat seizoen.

### FC Porto
Op 16 april 2013 maakte Vitória SC bekend dat Ricardo Pereira en Tiago Rodrigues zouden verkocht worden aan FC Porto. Hij debuteerde op 18 augustus 2013 tegen zijn vorige werkgever Vitória. Hij viel in blessuretijd in voor Licá. Op 9 februari 2014 scoorde hij als invaller in één minuut zijn eerste treffer voor FC Porto in een 3-0 overwinning op Paços de Ferreira. In de laatste speelronde scoorde hij tegen kampioen Benfica, waardoor Porto met 2-1 won. Hij speelde 21 wedstrijden in zijn eerste seizoen bij Porto. Hij zou ook in zijn tweede seizoen niet doorbreken bij Porto, want hij kwam tot slechts dertien wedstrijden in alle competities.

### OGC Nice
In de zomer van 2015 werd Pereira voor twee seizoenen verhuurd aan OGC Nice, actief in de Ligue 1. Daar maakte hij op 12 september zijn debuut tegen EA Guingamp. Een week later was hij tegen SC Bastia goed voor twee assists. In zijn eerste seizoen kwam hij tot 27 wedstrijden, vooral als links- en rechtsback. Ook in het seizoen 2016/17 was hij basisspeler. Hij scoorde op 2 oktober 2016 tegen FC Lorient zijn eerste goal voor de club. Op 30 april 2017, een van zijn laatste wedstrijden voor Nice, was hij goed voor een doelpunt en een assist tegen Paris Saint-Germain FC. Hij speelde 57 wedstrijden voor Nice, waarin hij tot twee goals en acht assists kwam.

### Terug bij FC Porto
In de zomer van 2017 keerde Pereira terug bij FC Porto, waar hij nu wel basisspeler was. Op 21 oktober was hij goed voor een doelpunt en twee assists tegen Paços de Ferreira (6-1 overwinning). Dat seizoen werd hij met Porto kampioen van Portugal: Pereira was daarin belangrijk met twee goals en vijf assists in 27 competitiewedstrijden. 

### Leicester City
Pereira tekende in mei 2018 een per 1 juli 2018 ingaand contract tot medio 2023 bij Leicester City, dat circa €22.000.000,- voor hem betaalde aan FC Porto. Hij werd meteen een vaste waarde in het elftal van trainer Claude Puel. Hij maakte op 10 augustus zijn debuut in een 2-1 nederlaag tegen Manchester United. Een week later was hij tegen Wolverhampton Wanderers goed voor zijn eerste assist. Op 6 oktober scoorde hij tegen Everton zijn eerste goal voor Leicester.
In juni 2020 scheurde Pereira zijn kruisband, waardoor hij meerdere maanden uit de roulatie was. Op 19 januari 2021 maakte hij na een halfjaar blessureleed zijn rentree tegen Chelsea. Toch bleef hij de twee seizoenen erna kwakkelen met blessureleed. In het seizoen 2021/22 kampte hij met meerdere pijntjes, het seizoen erna miste hij meer dan de helft van het seizoen door een gescheurde achillespees. Hij kwam tot slechts elf wedstrijden dat seizoen en degradeerde met Leicester City uit de Premier League. Pereira bleef Leicester trouw en werd het seizoen erop direct weer kampioen van de Championship. Hij was een aantal wedstrijden aanvoerder van Leicester, miste slechts een handjevol wedstrijden en kwam tot 44 wedstrijden in alle competities: hij speelde nooit meer wedstrijden in één seizoen.

## Clubstatistieken
| Seizoen | Club           | Competitie     | Competitie | Competitie | Beker | Beker | Internationaal | Internationaal | Totaal | Totaal |
| Seizoen | Club           | Competitie     | Wed.       | Dlp.       | Wed.  | Dlp.  | Wed.           | Dlp.           | Wed.   | Dlp.   |
| ------- | -------------- | -------------- | ---------- | ---------- | ----- | ----- | -------------- | -------------- | ------ | ------ |
| 2011/12 | Vitória SC     | Primeira Liga  | 3          | 0          | 0     | 0     | —              | —              | 3      | 0      |
| 2012/13 | Vitória SC     | Primeira Liga  | 27         | 0          | 8     | 6     | —              | —              | 35     | 6      |
| 2013/14 | FC Porto       | Primeira Liga  | 14         | 2          | 4     | 0     | 3              | 0              | 21     | 2      |
| 2014/15 | FC Porto       | Primeira Liga  | 5          | 0          | 5     | 0     | 3              | 0              | 13     | 0      |
| 2015/16 | → OGC Nice     | Ligue 1        | 26         | 0          | 1     | 0     | —              | —              | 27     | 0      |
| 2016/17 | → OGC Nice     | Ligue 1        | 24         | 2          | 1     | 0     | 5              | 0              | 30     | 2      |
| 2017/18 | FC Porto       | Primeira Liga  | 27         | 2          | 9     | 0     | 7              | 0              | 43     | 2      |
| 2018/19 | Leicester City | Premier League | 35         | 2          | 2     | 0     | —              | —              | 37     | 2      |
| 2019/20 | Leicester City | Premier League | 28         | 3          | 5     | 1     | —              | —              | 33     | 4      |
| 2020/21 | Leicester City | Premier League | 15         | 0          | 2     | 0     | 2              | 0              | 19     | 0      |
| 2021/22 | Leicester City | Premier League | 14         | 1          | 4     | 0     | 6              | 1              | 24     | 2      |
| 2022/23 | Leicester City | Premier League | 10         | 1          | 1     | 0     | —              | —              | 11     | 1      |
| 2023/24 | Leicester City | Championship   | 38         | 3          | 6     | 1     | —              | —              | 44     | 4      |
| Totaal  | Totaal         | Totaal         | 266        | 16         | 48    | 8     | 26             | 1              | 340    | 25     |

## Interlandcarrière
Pereira maakte deel uit van Portugal –19, Portugal –20 en Portugal –21. Hij nam met Portugal –20 deel aan het WK –20 van 2013. Hij bereikte met Portugal –21 de finale van het EK –21 van 2015.
Pereira maakte op 14 november 2015 onder leiding van bondscoach Fernando Santos zijn debuut in het Portugees voetbalelftal, in een met 1–0 verloren oefeninterland in en tegen Rusland door een late treffer van Roman Sjirokov. Andere debutanten namens Portugal in die wedstrijd waren Lucas João, Gonçalo Guedesen Rúben Neves. Pereira nam met Portugal deel aan het WK 2018 in Rusland. Hij speelde één wedstrijd mee. Dit was in de achtste finale tegen Uruguay (2-1 verlies).

## Erelijst
| Competitie         | Aantal            | Jaren             |                   |                   |
| Vitória Guimarães  | Vitória Guimarães | Vitória Guimarães | Vitória Guimarães | Vitória Guimarães |
| ------------------ | ----------------- | ----------------- | ----------------- | ----------------- |
| Beker van Portugal | 1x                | 2012/13           |                   |                   |
| FC Porto           |                   |                   |                   |                   |
| Primeira Liga      | 1x                | 2017/18           |                   |                   |
| Leicester City     |                   |                   |                   |                   |
| FA Cup             | 1x                | 2020/21           |                   |                   |
| EFL Championship   | 1x                | 2023/24           |                   |                   |

1 Ward ·
2 Justin ·
3 Faes ·
4 Coady ·
5 Okoli ·
6 Ndidi ·
7 Fatawu ·
8 Winks ·
9 Vardy  ·
10 Mavididi ·
11 El Khannouss ·
14 Decordova-Reid ·
16 Kristiansen ·
17 Choudhury ·
18 Ayew ·
20 Daka ·
21 Pereira ·
22 Skipp ·
23 Vestergaard ·
24 Soumaré ·
29 Édouard ·
30 Hermansen ·
31 Iversen ·
33 Thomas ·
34 Golding ·
35 McAteer ·
37 Alves ·
40 Buonanotte ·
41 Stolarczyk ·
Coach: Cooper
1 Patrício ·
2 Alves ·
3 Pepe ·
4 M. Fernandes ·
5 Guerreiro ·
6 Fonte ·
7 Ronaldo  ·
8 Moutinho ·
9 A. Silva ·
10 João Mário ·
11 B. Silva ·
12 Lopes ·
13 Dias ·
14 Carvalho ·
15 Ricardo ·
16 B. Fernandes ·
17 Guedes ·
18 Gelson ·
19 Rui ·
20 Quaresma ·
21 Cédric ·
22 Beto ·
23 Adrien ·
Coach: Santos